# Зуброхлава
Зуброхлава (слч. Zubrohlava) насељено је мјесто са административним статусом сеоске општине (слч. obec) у округу Наместово, у Жилинском крају, Словачка Република.

## Становништво
| Година:    | 1994. | 2004.    | 2014.    | 2024.    |
| ---------- | ----- | -------- | -------- | -------- |
| Број људи: | 1746  | 2044     | 2263     | 2555     |
| Разлика:   |       | +17,06 % | +10,71 % | +12,90 % |

| Година:    | 2023. | 2024.   |
| ---------- | ----- | ------- |
| Број људи: | 2493  | 2555    |
| Разлика:   |       | +2,48 % |

Према подацима о броју становника из 2024. године насеље је имало 2555 становника.